# Liking gap
Liking gap je pojem z oblasti sociální psychologie označující nepoměr mezi tím, jak moc se osoba domnívá, že ji má jiná osoba ráda, a skutečným názorem druhé osoby. Studie popsaly, že většina lidí podceňuje to, jak moc je mají ostatní rádi a těší se z jejich společnosti.
Podle studie z roku 2021 provedené v USA na dětech mezi 4 a 11 lety věku se liking gap poprvé vyskytuje přibližně v 5. roce života.

## Výzkum liking gap
Autory první studie na toto téma inspirovala jejich vlastní zkušenost, kdy si všimli, že podceňují to, jaký dojem udělali při prvním rozhovoru s novým člověkem. To je vedlo k vytvoření experimentu, který byl proveden na několika vysokých školách v USA.
V tomto experimentu noví studenti, kteří přišli na vysokoškolské koleje, vyplňovali dotazníky ohledně svého názoru na spolubydlící a domněnkách ohledně názoru spolubydlících na ně. Dotazníky odevzdávali v září, říjnu, prosinci, únoru a květnu. Ukázalo se, že liking gap přetrvával u studentů několik měsíců od prvního setkání, konkrétně do doby, kdy se mezi studenty vytvořil pevnější vztah.
Výzkumníci jev vysvětlují tím, že nám při rozhovorech unikají kladné signály (např. smích), ale své chyby vnímáme velmi intenzivně.